# Гідрохімія
Гідрохі́мія — наука про хімічний склад природних вод і закономірності його зміни під впливом природних (хімічних, фізичних і біологічних) та антропогенних чинників.
Гідрохімія як наука, сформувалася в першій половині 20-го ст. Відомий вчений-гідрохімік О. О. Алекін відзначав, що гідрохімія як наука про хімію гідросфери тісно пов'язана з геохімією і одночасно з гідрологією, оскільки вивчає різноманітні водні об'єкти. Гідрохімія має велике значення для розвитку деяких суміжних наук: мінералогії, ґрунтознавства, гідрогеології, гідробіології та ін. Знання хімічного складу води, який зумовлює її якість, необхідні для водопостачання і водовідведення, зрошення, рибного господарства; для оцінки можливої корозії будівельних матеріалів; для характеристики мінеральних вод; при пошуках корисних копалин. Гідрохімічні дослідження мають виключне значення для розробки заходів з охорони вод від забруднення в результаті господарської діяльності.

## Розділи гідрохімії
У гідрохімії виділяють наступні розділи.
- Формування хімічного складу природних вод. Цей розділ, який досить близький до геохімії, включає вивчення води як розчинника складного комплексу мінералів земної кори і дослідження хімічних процесів, що відбуваються у воді при взаємодії з породами, ґрунтами і атмосферою. В ньому розглядаються важливі фундаментальні питання кругообігу речовин і міграції елементів у гідросфері.

- Хімічний склад і гідрохімічний режим різних видів природних вод, залежність їхніх змін від фізико-географічних умов та антропогенного впливу на довкілля. Цей найбільший розділ гідрохімії безпосередньо пов'язаний з гідрологією. Його частинами є хімія поверхневих вод, хімія моря, хімія підземних і атмосферних вод.

1). Хімія поверхневих вод вивчає хімічний склад води річок, озер і водосховищ, його сезонні коливання, а також формування в залежності від фізико-географічних умов. Важливого значення набуло дослідження для прогнозування хімічного складу води водосховищ, вивчення впливу різних видів господарської діяльності на якість води, протидії забрудненню вод, плануванні та реалізації заходів з охорони вод. Дослідження солоних озер і лиманів має важливе значення для бальнеології.
2). Хімія моря, яка тісно пов'язана з океанологією, поряд з вивченням солоності води, вмісту біогенних речовин і розчинених газів залежно від гідродинамічних, гідрометеорологічних і гідробіологічних чинників, вивчає форми і вміст мікроелементів, генезис і процеси метаморфізації органічних речовин, процеси взаємодії морської води з річковою тощо.
3). Хімія підземних вод включає вивчення хімічного складу ґрунтових, пластових, артезіанських і мінеральних вод. Найважливішим напрямком є дослідження процесів формування складу вод, взаємодії води з оточуючими породами.
4). Хімія атмосферних вод, яка тісно пов'язана з метеорологією, вивчає хімічний склад атмосферних опадів, їх забруднення.
- Методика хімічного аналізу природних вод. Цей розділ є окремим напрямком аналітичної хімії стосовно завдань гідрохімії. Сучасні методи аналізу природних вод це: 1) хімічні (ваговий, об, ємний); 2) електрохімічні (потенціометричний, кондуктометричний, полярографічний); 3) оптичні (фотометричний та спектрофотометричний, люмінісцентний, спектральний); 4) фотохімічні; 5) хроматографічні (рідинна колонкова хроматографія, тонкошарова хроматографія, газова хроматографія); 6) радіохімічні.

## Розвиток гідрохімічних досліджень в Україні
В Україні систематичні спостереження за хімічним складом річкових, озерних і морських вод розпочалися в 30-і роки 20-го ст. на мережі пунктів гідрометслужби. Дані публікувалися в «Гідрологічних щорічниках» (розділ «Хімічний склад води»), з 1968 р. — в щоквартальних «Гідрохімічних бюлетенях», з 1984 р. — в «Щорічних даних про якість поверхневих вод України», які випускає Центральна геофізична обсерваторія гідрометслужби (яка останні роки входить до складу МНС України). Зараз відомчий гідрохімічний моніторинг здійснюють також підрозділи Мінприроди, МОЗ, Держводагенства України.
Значний внесок у формування і розвиток гідрохімії поверхневих вод суші в Україні зробили вчені Інституту гідробіології НАН України (Є. Бурксер, О. М. Алмазов, Б. Й. Набиванець, О. І. Денисова, Л. О. Журавльова, П. М. Линник), дослідження яких присвячені формуванню гідрохімічного режиму гирлових ділянок річок, лиманів, дніпровських водосховищ, вмісту важких металів у воді.

Вченими кафедри гідрології та гідроекології географічного факультету Київського національного університету імені Тараса Шевченка досліджено взаємозв'язок та виконано картографування хімічного складу різних типів природних вод України (В. І. Пелешенко), виявлена роль антропогенних чинників у його формуванні, започатковано дослідження з меліоративної гідрохімії (Л. М. Горєв, Д. В. Закревський), агрогідрохімії та гідрохімії поверхнево-схилового стоку на малих водозборах (В. К. Хільчевський), гідрохімії водойм-охолоджувачів АЕС і ТЕС (М. І. Ромась), гідрохімічних систем (С. І. Сніжко). Університет готує спеціалістів з гідрології і гідрохімії, з 2000 року здійснює видання періодичного наукового збірника «Гідрологія, гідрохімія і гідроекологія».

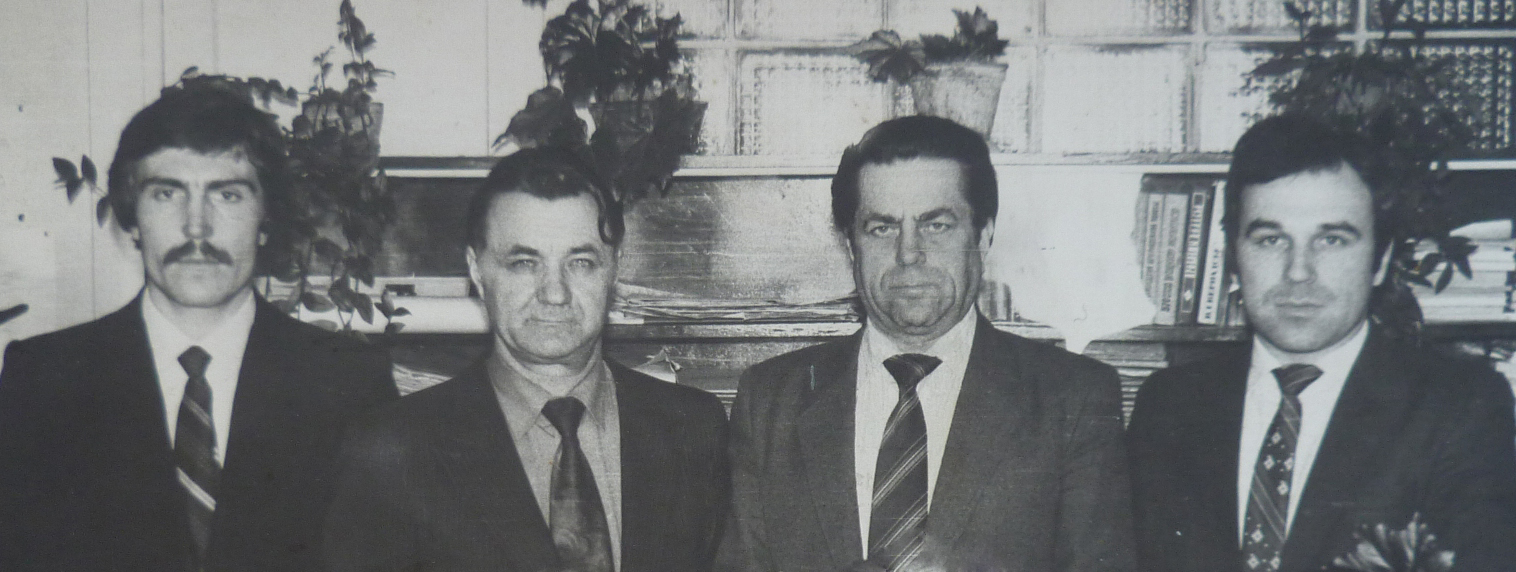
Засновник наукової гідрохімічної школи Київського національного університету імені Тараса Шевченка В. І. Пелешенко (третій зліва) та завідувач лабораторії гідрохімії Д. В. Закревський (другий зліва) зі своїми учнями — майбутніми відомими гідрохіміками В. І. Осадчим (перший зліва) та В. К. Хільчевським (четвертий зліва), 1983 р.

Експериментальними дослідженнями та термодинамічним моделюванням процесів міграції забруднюючих речовин у поверхневих водах, дослідженнями гумусових речовин, застосуванням ГІС-технологій у гідрохімії займаються в Українському гідрометеорологічному інституті (В. І. Осадчий, Н. М. Осадча, Ю. Б. Набиванець).
Вченими Морського гідрофізичного інституту НАН України розвивається фізична гідрохімія океану, що вивчає фізичну природу утворення або руйнування хімічних сполук у морській воді (Г. Батраков, О. Безбородов, В. М. Єремеєв). Докладні регіональні гідрохімічні дослідження Чорного і Азовського морів українських вчених (Б. Скопинцев, Я. Гололобов, В. Дацко, М. Добржанська, О. Новоселов, В. Михайлов) дають змогу вирішувати питання моніторингу, моделювання і прогнозування стану басейнів цих морів.
При комплексних регіональних гідрогеологічних дослідженнях території України вчені — гідрогеологи вивчали основні закономірності формування хімічного складу підземних вод (К. Маков, І. Соляков), мінеральних лікувальних вод (А. Бабинець). Виконані дослідження з теоретичних питань хімії підземних (В. Вовк, В. Лялько) та процесів водної міграції радіонуклідів техногенного походження (В .Шестопалов) в Інституті геологічних наук НАН України.
Науковими дослідженнями різних аспектів гідрохімії займаються також в Інституті колоїдної хімії та хімії води НАН України (В. В. Гончарук), Інституті біології південних морів НАН України, Українському н.-д. інституті екологічних проблем, Українському науковому центрі екології моря, Українському н.-д. інституті водогосподарсько-екологічних проблем.

## Наукові видання, спецради, форуми
Результати досліджень з гідрохімії публікуються у спеціальних періодичних наукових виданнях: «Гідробіологічному журналі» наукових збірниках «Гідрологія, гідрохімія і гідроекологія», «Наукові праці Українського науково-дослідного гідрометеорологічного інституту».
З 1993 року в Одеському державному екологічному університеті та Київському національному університеті імені Тараса Шевченка функціонують спеціалізовані вчені ради із захисту докторських і кандидатських дисертацій (на географічні науки) за спеціальністю 11.00.07 — гідрологія суші, водні ресурси, гідрохімія; протягом 2011—2014 років — в Чернівецькому національному університеті імені Юрія Федьковича — із захисту кандидатських дисертацій з цієї спеціальності.
У 2001 році кафедрою гідрології та гідроекології географічного факультету Київського національного університету імені Тараса Шевченка було започатковано проведення наукового форуму — Всеукраїнської наукової конференції з міжнародною участю «Проблеми гідрології, гідрохімії, гідроекології» (перша, друга, третя — Київ, 2001, 2003, 2006 рр.; четверта — Луганськ, 2009 р.; п'ята — Чернівці, 2011 р., шоста — Дніпропетровськ, 2014, сьома — Київ, 2018 р.).
Питання якості води обговорюються на з'їздах Українського географічного товариства, у складі якого діє комісія з гідрології та гідроекології.

Гідрохімія України (підручник), 1995
Основи гідрохімії (підручник), 2012
Науковий збірник «Гідрологія, гідрохімія і гідроекологія», 2000—2012 рр.
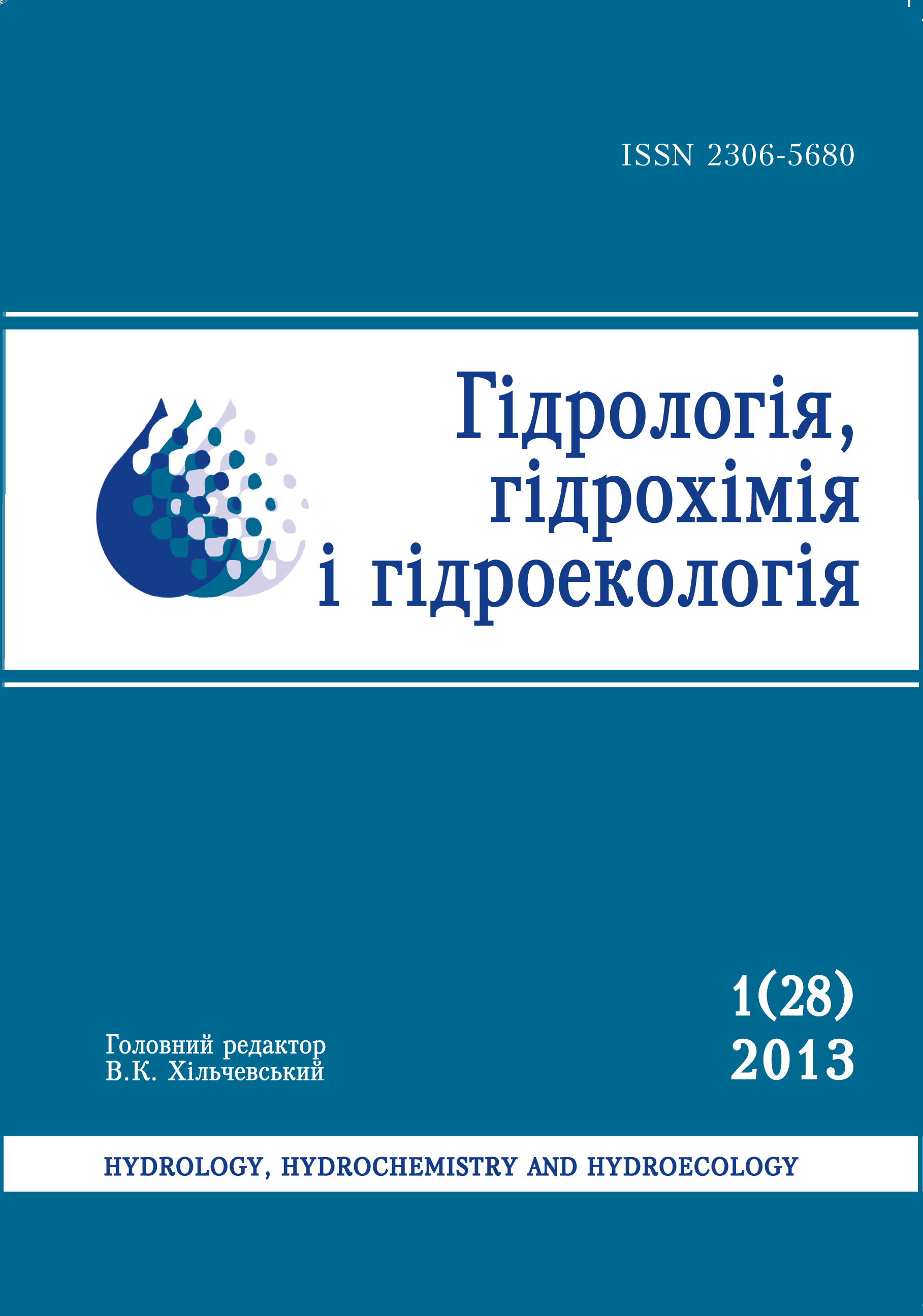
Наук. збірник «Гідрологія, гідрохімія і гідроекологія» — від 2013 р.
Монографія «Нариси історії гідрохімії в Україні», 2020
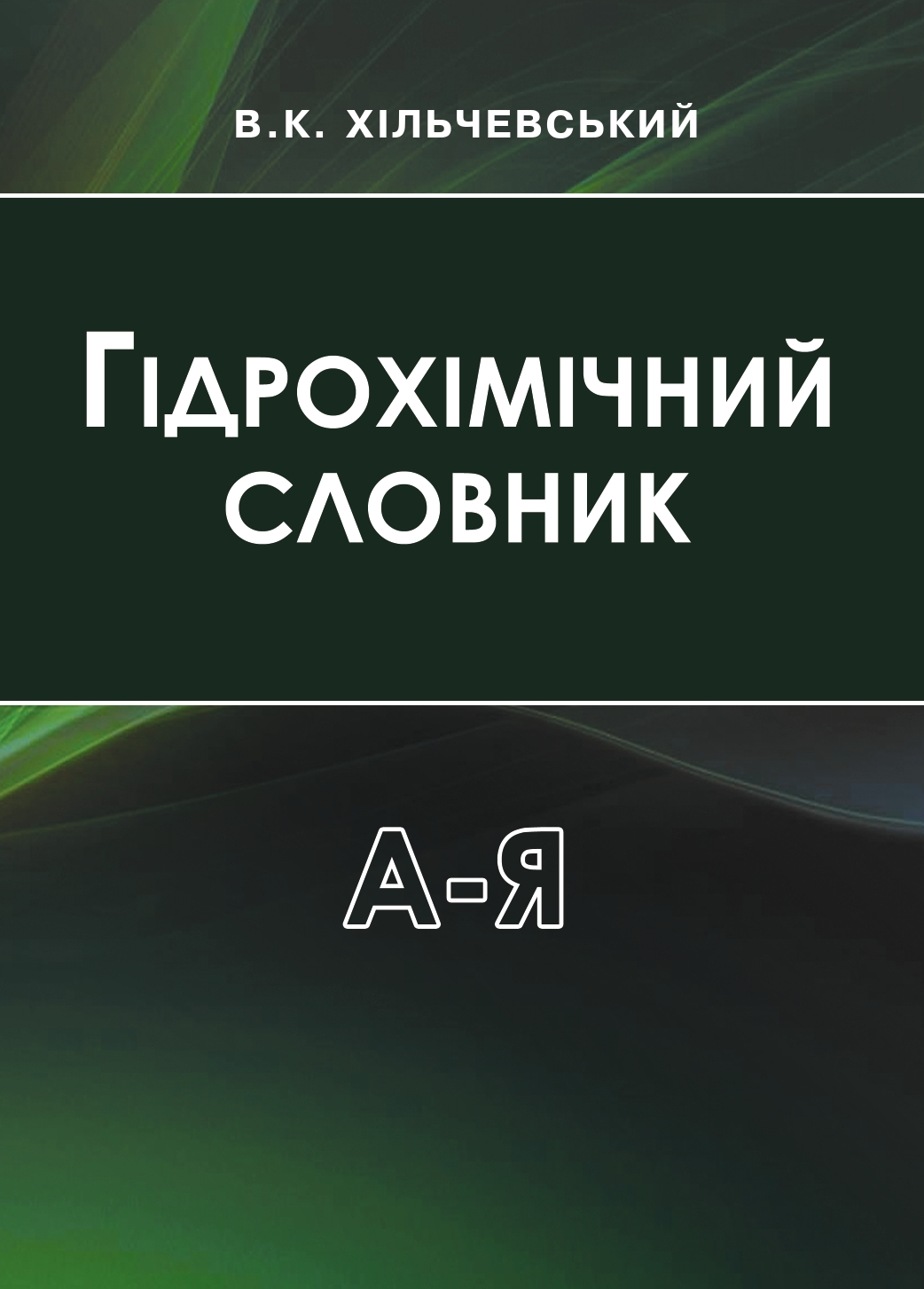
Гідрохімічний словник, 2022